# Studio Teatralne Koło
Studio Teatralne "Koło" – niezależna grupa teatralna założona w 1997 roku z inicjatywy studentów Akademii Teatralnej w Warszawie i krakowskiej Państwowej Wyższej Szkoły Teatralnej, od 2002 roku działająca w formie stowarzyszenia. Jej celem od początku działalności było tworzenie niezależnych produkcji teatralnych. Spektakle Koła oparte są głównie na autorskich scenariuszach Igora Gorzkowskiego. Przedstawienia były grane w salach Akademii Teatralnej, na scenach warszawskich teatrów: Prochownia, Studio, Montownia, w klubowej przestrzeni Galerii Pruderia, w postindustrialnych wnętrzach Państwowych Zakładów Optycznych przy ul. Grochowskiej w Warszawie, czy Centralnym Basenie Artystycznym. Obecnie (wrzesień 2009) bez własnej sceny.
Koło tworzą ludzie profesjonalnie zajmujący się teatrem: aktorzy, reżyserzy, producenci. Stowarzyszenie wielokrotnie było producentem przedsięwzięć teatralnych niezależnych twórców. Współpracuje m.in. z Galerią Pruderia, Grupą Twożywo, austriackim forum kultury, Stowarzyszeniem Artanimacje (festiwale Mały Azyl i Projekt Folklor),  Urzędem Miasta Stołecznego Warszawa, Fundacją Współpracy Polsko-Niemieckiej, Towarzystwem Inicjatyw Twórczych ę. Ostatnim dużym przedsięwzięciem współtworzonym przez Koło był kilkuczęściowy festiwal społeczno-artystyczny Projekt Praga.

## Ważniejsze spektakle
- Wynajmę pokój (1998)
- Rosyjski Dramat (2000)
- Strona zakwitających dziewcząt według Prousta (2000)
- Miłość do trzech pomarańczy według Gozziego (2002)
- Absolutnie Off Show (2003)
- Taksówka (2005)
- Sandman według Gaimana (2006)
- Spacerowicz według Walsera (2007)
- Hydraulik (2007)
- Ukryj mnie w gałęziach drzew (2007)
- Żółta Strzała według Pielewina (2008)
- Trip 71 (2009)
- Dolina Muminków w Listopadzie według Tove Jansson (2010)
- Burza William Szekspir (2012)
- Kalino malino czerwona jagodo (2012)